# Mafia III
Mafia III – trzecioosobowa strzelanka osadzona w otwartym świecie. Jest to pierwsza produkcja studia Hangar 13. Gra została wydana 7 października 2016 na platformy Microsoft Windows, macOS, PlayStation 4 i Xbox One.

## Fabuła
Akcja Mafii III rozgrywa się w 1968 w Nowym Bordeaux – fikcyjnym mieście inspirowanym Nowym Orleanem. Lincoln Clay, główny bohater gry, jest Mulatem, który dorastał w katolickim sierocińcu. Po powrocie z wojny w Wietnamie dołącza do gangu. Członkowie jego gangu zostają zlikwidowani przez włoskich mafiozów. Clay postanawia zemścić się na mordercach swoich przyjaciół. Jego głównym wrogiem staje się przywódca włoskiej organizacji przestępczej – Sal Marcano. Protagoniście pomagają Vito Scaletta (główny bohater poprzedniej gry z serii), Cassandra (przywódczyni haitańskiego gangu) i Burke (irlandzki gangster).

## Rozgrywka
Mafia III jest przygodową grą akcji z perspektywą trzeciej osoby, w której gracz wciela się w postać szukającą zemsty na miejscowych gangsterach, którzy zamordowali jego przyjaciół. Akcja rozgrywa się w 1968 roku w Nowym Bordeaux, wariacji na temat Nowego Orleanu – otwartym świecie będącym większym niż Lost Heaven i Empire Bay (miejsca akcji poprzednich gier) razem wzięte. Świat podzielony jest na dziesięć dzielnic: Bayou Fantom, Delray Hollow, Barclay Mills, Frisco Fields, Pointe Verdun, Tickfaw Harbour, Southdowns, River Row, Centrum i Dzielnicę Francuską. Gracz może rozwiązywać misje korzystając z dwóch podejść: eliminować przeciwników używając dostępnego arsenału, na który składają się m.in. strzelby i rewolwery, dodatkowo mogąc wezwać grupę uderzeniową, która wspomoże go w walce, lub podejść do zadania bardziej taktycznie i korzystać z trybu skradania się, kończąc misję niezauważonym. Trzon rozgrywki opiera się na wymianie ognia, dodatkowo postać może jednak wykonywać ciosy kończące i walczyć wręcz. W grze obecny jest system osłon, pozwalający schować się za nimi podczas ostrzału i uniknąć części obrażeń. Gracz może również przesłuchiwać bohaterów niezależnych po pokonaniu ich, żeby zdobyć więcej informacji o celach, np. strasząc ich podczas szaleńczej jazdy samochodem. Zadaniem gracza jest atakowanie i przejmowanie interesów należących do włoskiej mafii, a następnie przydzielanie ich swoim porucznikom działającym na danym terenie – Vitowi Scaletcie (bohaterowi Mafii II), Irlandczykowi Thomasowi Burke’owi lub Haitance Cassandrze. Postać przemieszczać może się po mieście samochodami z epoki, także w trybie symulacyjnym, imitującym prawdziwe zachowanie samochodów.

## Produkcja

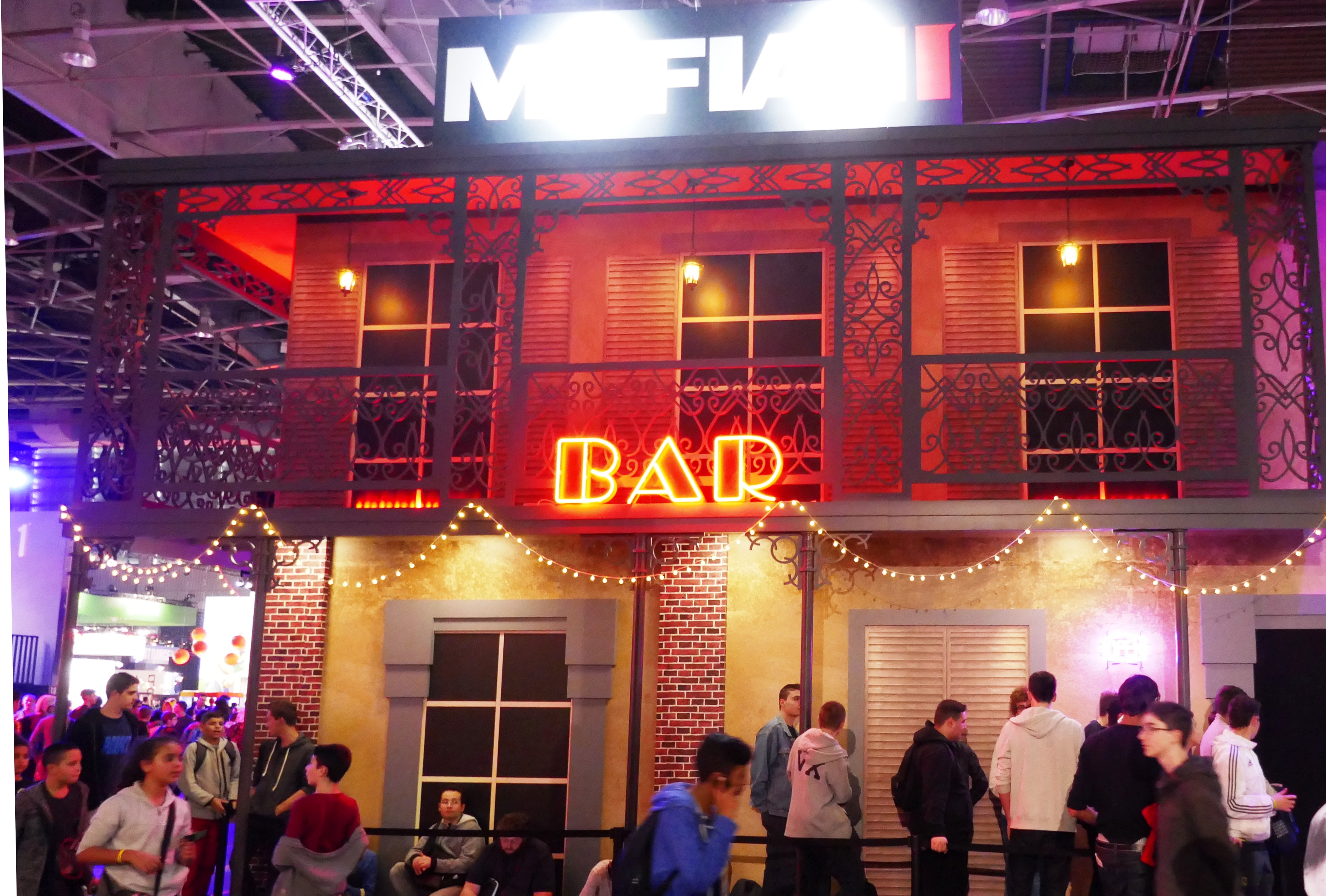
Stoisko promujące grę podczas targów Paris Games Week (2016)

Pierwsze pogłoski na temat gry pojawiły się w sierpniu 2011 roku. W listopadzie 2012 2K Czech, twórca dwóch pierwszych części, zapowiedziało, że pracuje nad „ściśle tajną grą AAA”. 10 stycznia 2014 roku firma została jednak zrestrukturyzowana, a studio w Pradze zamknięte, zaś jego środki przeniesione do nowej siedziby w Novato w Kalifornii. Tego samego roku w Novato założone zostało nowe studio, Hangar 13. Na jego czele stanął Haden Blackman, wcześniej współpracujący z LucasArts, który zapowiedział, że studio pracuje nad nowym projektem.
Oficjalna zapowiedź Mafii III pojawiła się 28 lipca 2015 roku, kiedy na stronie firmy 2K Games w serwisie Twitter i oficjalnej stronie serii Mafia na Facebooku pojawiło się logo gry Mafia III. Kilka dni później, 5 sierpnia, podczas targów Gamescom 2015 zaprezentowany został zwiastun filmowy.
Celem Hangar 13 i 2K Games było pozostanie wiernymi jakości, jakiej oczekiwało wielu graczy, którzy mieli kontakt ze wcześniejszymi odsłonami. Gra stworzona została przy użyciu oprogramowania Simplygon. Twórcy chcieli osadzić grę w świecie bazującym na Nowym Orleanie, ostatecznie decydując się na rok 1968, do stworzenia świata wykorzystując rozmaite fotografie z okresu. W celu zapewniania lepszej narracji, dokonano wielu zmian: chociaż w Luizjanie bagna znajdują się znacznie dalej od miast, w grze zlokalizowane są na jego obrzeżach, znajduje się w niej również odpowiednik stadionu Superdome, którego budowa w rzeczywistości rozpoczęła się dopiero w 1971 roku. Twórcy chcieli również odejść od stereotypowego podejścia do mafii jako organizacji włoskiej i zaprezentować wydarzenia powiązane z różnymi organizacjami przestępczymi. Innym aspektem tworzenia klimatu w grze jest licencjonowana muzyka. Według Blackmana, w Mafii III znalazło się „mnóstwo supermuzyki” z lat 60.
W celach promocyjnych stworzony został utwór „Nobody Wants to Die”, przy którym producent muzyczny DJ Shadows współpracował z amerykańskim raperem Ice Cube’em.

### Dystrybucja
Gra ukazała się 7 października 2016 roku na platformy Microsoft Windows, PlayStation 4 i Xbox One. Wszystkie wersje w dniu premiery posiadały ograniczenie liczby klatek na sekundę, które wynosiło maksymalnie 30, jednak wersja przeznaczona na komputery osobiste doczekała się łatki znoszącej ograniczenie i poprawiającej inne błędy w grze.
Po premierze komputerowe wydanie specjalne – zarówno cyfrowe, jak i pudełkowe – stało się przedmiotem kontrowersji, kiedy gracze zaczęli donosić, że posiada ono niekompletną instrukcję, na której brakuje stron z kluczem pozwalającym aktywować grę na Steam. 2K Games nie wydało żadnego oficjalnego oświadczenia w tej sprawie, poprosiło jednak klientów o dostarczenie zdjęć paragonów zakupu z napisanymi na nimi numerami spraw skarg na Steamie w celu uzyskania kodów aktywacyjnych.
Premierze gry towarzyszyło również wydanie gry mobilnej Mafia III: Rivals stworzonej przez studio Cat Daddy Games na urządzenia z systemami operacyjnymi Android i iOS. W odróżnieniu od właściwej gry, Rivals jest grą fabularną z walkami prowadzonymi w systemie turowym i nieposiadającą otwartego świata.

## Odbiór
Gra spotkała się z mieszanym przyjęciem ze strony krytyków. Chociaż chwalono fabułę, postaci i poważną tematykę, krytykowano jej rozgrywkę, która określona została jako „w najlepszym razie funkcjonalna”, oraz pusty otwarty świat. Alex Donaldson z serwisu VG247 stwierdził, że chociaż gra posiada dobrą historię, niesamowitą ścieżkę dźwiękową i interesujący świat, to powtarzalne misje negatywnie wpływają na jej odbiór. Brian Mazique z „Forbesa” wystawił grze ocenę 8.1/10 twierdząc, że chociaż nie każdemu się ona spodoba, to jest przeznaczona dla graczy szukających ciekawych postaci, a nie innowacji. Sam White z „The Guardian” ocenę 2/5 podsumował stwierdzeniem, że „nazwanie Mafii III zawodem byłoby sporym niedopowiedzeniem”, ponieważ nawet mimo świetnego scenariusza, aktorstwa i stylu, mechanika gry jest przestarzała i niezadowalająca. Marty Silva z IGN napisał w swojej recenzji, że gra ma powtarzalną rozgrywkę, a jedynym, co sprawiało, że chce się grać dalej, jest historia. Stwierdził dodatkowo, że Lincoln jest znakomitym protagonistą, a Nowe Bordeaux fantastycznym światem, ale nie zostały odpowiednio wykorzystane.